# Semestr (seriál)
Semestr je český seriál internetové televize Stream.cz z roku 2016. V šesti dvacetiminutových dílech vypráví příběh studentky filmové vědy Amálie, jejíž přítel Damián odjede na půl roku na Erasmus do Berlína. Seriál je v podstatě celý natočený tak, že diváci vidí pouze to, co se odehrává na monitorech počítačů a displejích telefonů hrdinů seriálu.

## Seznam dílů
1. Září
2. Říjen
3. Listopad
4. Prosinec
5. Leden
6. Únor

## Obsazení
| Anna Linhartová  | Amálie Němečková |
| Jan Hofman       | Damián Kadlec    |
| Eva Josefíková   | Pavlína Stárková |
| Jan Cina         | Šimon Špaček     |
| Hermína Pogosyan | Nurhan           |
| Jarmila Mílová   | maminka Amálie   |
| Eva Hayek        | Alžběta Bérová   |

## Recenze
- Martin Svoboda, Aktuálně.cz
- Pavel Koutský, Mediahub
- Hana Biriczová, Radio Wave
- Rimsy, TVZone.cz
- Ondřej Pavlík, Cinepur